# Zenon și extratereștri
Zenon și extratereștri este un film original Disney Channel și a doua parte a seriei de filme "Zenon", precedat de Zenon, Aventuri în secolul 21 și urmat de Zenon: Z3.

## Rezumat
Zenon Kar are 15 ani, mai mare cu doi ani decât în filmul precedent, dar nu este lipsită de pericol. Stația ei spațială este cât pe ce să fie retrasă, dar Zenon vrea să iasă afară împreună cu o supernovă. Cu ajutorul lui Protozoe, rock-starul megastelar, ultragalactic, vede moartea cu ochii, iar stația este atacată de niște extratereștri care nu îl sufereau. Eroina rezistentă se încarcă pentru misiunea sa de a salva stația spațială, distruge extratereștrii și îl aduce pe Protozoa înapoi, ca pe vremuri.

## Actori
- Kirsten Storms - Zenon Kar
- Shadia Simmons - Nebula Wade
- Lauren Maltby - Margie Hammond
- Susan Brady - Astrid Kar
- Robert Curtis-Brown - Mark Kar
- Phillip Rhys - Protozoa
- Holly Fulger - Judy Cling
- Stuente - locotenentul Hart
- Rupert Simmonds - Polaris
- Nicko Vella - Corvus
- Jennifer Rucker - Carla Wade
- Stephen Lovatt - Wills